# 아메리칸 항공 96편 화물칸 해치 탈락 사고
아메리칸항공 96편 화물칸 해치 탈락 사고는 1972년 6월 12일 아메리칸 항공 96편 여객기가 디트로이트에서 이륙한 뒤 3,600m 구간에서 화물칸이 날아가게 되어 회항한 사건이다. 승객 1명이 안면에 부상을 입은 것을 포함하여 전원 생존하였다.

## 개요
1972년 6월 12일, 미시간주 디트로이트를 이륙한 아메리칸 96편(생산 2호기) DC-10이 캐나다 온타리오주 원저 상공을 지나가는 중 화물칸 문이 기체에서 뜯겨나가 압력차로 객실 바닥이 뚫리는 사고가 발생하였는데, 수직미익에 위치한 2번 엔진이 정지하고, 러더가 오른쪽으로 고정됐으나, 다행히 유압 장치가 전부 파괴되지는 않아서, 조종사의 조종술과 노력으로 승객과 승무원 67명이 전원 생존한 상태로 간신히 회항(回航)하여 착륙하였다.
사건 후 이 사고를 조사한 교통안전위원회 수사관들은, 화물칸 문 잠금 장치에 문제가 있다고 조사 결과를 보고했고, DC-10의 화물칸 문 잠금장치 변경과 화물칸이 뚫렸을 때 생기는 압력차로 객실 바닥이 뚫리지 않도록, 객실 바닥에 통풍구를 설치하라고 더글러스 사에게 권유했다. 그러자 더글러스 사에서는 문제를 해결하기 위해 개량을 하였고, 그리고는 DC-10 화물칸 문 폭발 사고는 없을 것이라고 결론지었다. 이 과정에서 컨베어 사의 애플게이트 대표가 보고서에 자필 메모로 "이 항공기에는 치명적인 결함이 있다. 개선하지 않고 방치한다면 대형 참사가 일어나는 것은 시간문제다." 라고 의견을 남겼으나, 깔끔히 무시당했다.

## 같이 보기
- 터키항공 981편 추락 사고
- 유나이티드 항공 811편 해치 탈락 사고
- 알래스카 항공 1282편
- 아메리칸 항공 191편 추락 사고